# Pyrimidin
Pyrimidin là hợp chất hữu cơ dị vòng thơm giống như pyridine. Một trong ba diazine (các heterocyclic sáu thành viên với hai nguyên tử nitơ trong vòng), nó có các nguyên tử nitơ tại các vị trí 1 và 3 trong vòng :250 Các diazines khác là pyrazine (các nguyên tử nitơ ở điểm 1 và 4 vị trí) và pyridazine (nguyên tử nitơ ở vị trí 1 và 2). Trong các axit nucleic, ba loại nucleobaza là dẫn xuất pyrimidin: cytosine (C), thymine (T), và uracil (U).

## Sự xuất hiện và lịch sử

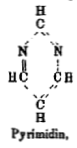
Cấu trúc năm 1885 của Pinner cho pyrimidine

Hệ vòng pyrimidine có nhiều trong tự nhiên dưới dạng các hợp chất và dẫn xuất hợp nhất và hợp chất được nối vòng, bao gồm nucleotide, thiamine (vitamin B1) và alloxan. Nó cũng được tìm thấy trong nhiều hợp chất tổng hợp như barbiturates và thuốc HIV, zidovudine. Mặc dù các dẫn xuất pyrimidin như axit uric và alloxan được biết đến vào đầu thế kỷ 19, nhưng việc tổng hợp pyrimidine trong phòng thí nghiệm đã không được thực hiện cho đến năm 1879, khi Grimaux báo cáo việc điều chế axit barbituric từ urê và axit malonic acid với sự hiện diện của phosphorus oxychloride. Nghiên cứu có hệ thống về pyrimidine bắt đầu  năm 1884 với Pinner, tổng hợp các dẫn xuất bằng cách ngưng tụ ethyl acetoacetate với amidines. Pinner lần đầu tiên đề xuất tên "pyrimidin" vào năm 1885. Hợp chất gốc được chuẩn bị bởi Gabriel và Colman vào năm 1900,
 bằng cách chuyển axit barbituric thành 2,4,6-trichloropyrimidine và sau đó giảm lượng kẽm trong nước nóng.

## Danh pháp
Danh pháp của pyrimidin là đơn giản. Tuy nhiên, giống như các heterocyclic khác, nhóm hydroxyl tạo ra các biến chứng vì chúng tồn tại chủ yếu ở dạng cyclic [amide]. Ví dụ, 2-hydroxypyrimidin được đặt tên đúng hơn là 2-pyrimidone. Một danh sách một phần tên nhỏ của các pyrimidine khác nhau tồn tại.:5–6